# 蔣敦世
蔣敦世，廣西省修仁縣三誥村人，曾赴日本留學，法政大學畢業，同屆畢業生還有居正先生。學成返鄉，用剩餘學費為基礎，籌款僱工為三誥村修築對外聯絡道路，以及跨溪圓拱橋。清末曾參與廣西起義，加入興中會。曾任廣西省蒼梧縣縣長、廣西省民政廳長。
曾收集編纂「修仁三誥蔣氏族譜」。根據族譜所記載，三誥蔣氏與「全州蔣氏」為同支。根據全州蔣氏族譜所記載，全州蔣氏為蜀漢丞相蔣琬後裔。
民國三十八年於共產黨「土改」運動中，遭槍斃於村口溪邊，卒年七十一歲。同時遭槍斃者還有長子蔣傳璋。